# Moerenpoort

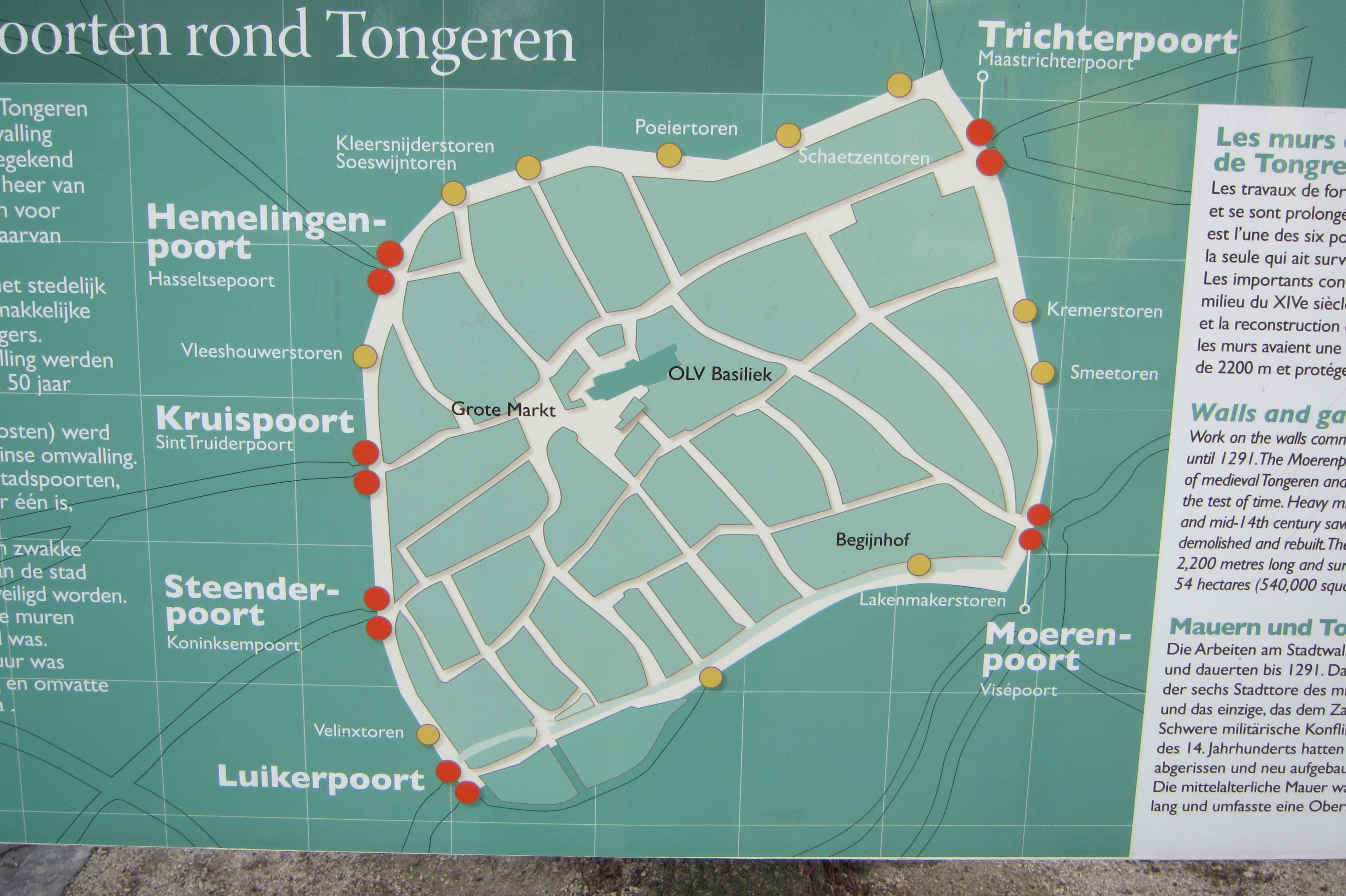
Middeleeuwse stadspoorten van Tongeren

De Moerenpoort of Moerentoren is de nog enige overblijvende middeleeuwse stadspoort in de Belgische stad Tongeren. Moeren verwijst naar de vroeger aanwezige moerassen.

## Geschiedenis

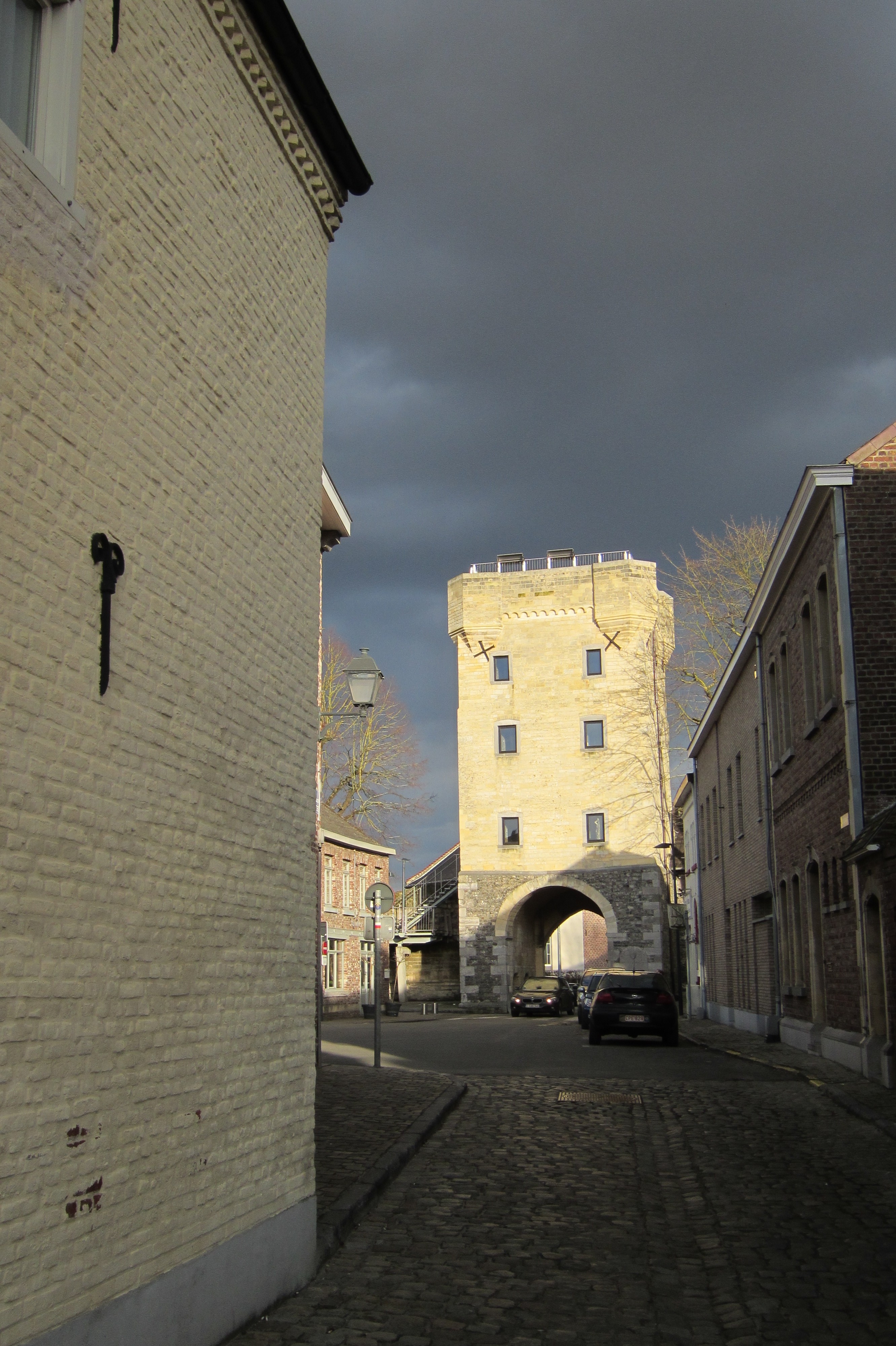
Zicht op de gerestaureerde Moerenpoort met platform gezien vanuit de binnenstad (2013)

Na de Romeinse periode toen Tongeren zich een municipium mocht noemen, kreeg de verwaarloosde site een succesvolle doorstart in de late middeleeuwen. In 1230 noemden de Tongenaren zich cives en burgenses. Tongeren, gelegen binnen het prinsbisdom Luik, verkreeg als een van de 23 Goede Steden ook stadsrechten van de Luikse prins-bisschop met daarbij het recht om een omwalling te bouwen en een stadsmilitie in te richten. Dit kaderde in de politiek van de prins-bisschop om gebieden in zijn domein militair en economisch te stimuleren. De militaire dreiging van omliggende vorstendommen zoals het graafschap Loon, het hertogdom Brabant en de nabijgelegen Maas- en Rijnlandse gebieden eisten ook de bouw van stadswallen. Daartoe werden tussen 1241 en 1290 stadswallen gebouwd en richtte men een stadsmilitie op. De toegang tot de stad werd verzekerd via zes poorten op de belangrijkste invalswegen. Daarnaast bouwde men 13 vestingtorens die als bastion dienstdeden. 

De moerenpoort, die aansloot op de weg naar Wezet, werd gebouwd tussen 1257 en 1264 op de restanten van de Romeinse omwalling uit de tweede eeuw na Chr.
 In 1344 werd Engelbert III van der Mark prins-bisschop van Luik. Zijn aantreden zorgde voor grote spanningen doorheen het hele prinsbisdom. In 1347 werd de Moerenpoort verwoest bij een aanval van de soldaten van de vorige prins-bisschop van Luik Adolf II van der Mark. In 1379 werd de heropbouw van de Moerenpoort aangevat.
De voorbouw, waaraan men de houten poort aanhechtte om de doorgang af te sluiten, werd in 1673 door de Franse troepen verwoest. Dankzij een afspraak tussen de bewoners van het Sint-Catharina Begijnhof en de troepen bleef de Moerenpoort gevrijwaard van de Franse verwoestingen.

## Opbouw en materiaalgebruik Moerenpoort
De poorttoren heeft als basis een tongewelf dat gespannen staat tussen de restanten van de middeleeuwse muur en een woning. Daarop bouwde men verder een toren met drie verdiepingen met een donjon als model. Het geheel werd bekroond met een zadeldak en vier veelhoekige hoektorentjes en afgewerkt met blinde arcades. Voor de fundamenten en de basis van de stadspoort gebruikte men als grondstof de vuursteen afkomstig van de Romeinse muur. Om de basis extra steun en stabiliteit te geven werd het geheel afgewerkt met stevige arduinen blokken. De kern van het bovenste gedeelte werd op dezelfde wijze opgebouwd, voor de gevelbekleding koos men voor meer poreuze mergel, hierdoor zijn de vele mortierinslagen nog duidelijk zichtbaar. Opvallend is het verschil van de gevel intra muros en extra muros. Aan de zijde van het stadscentrum heeft de doorgang een rondboog, typerend voor de romaanse stijl. Aan de andere zijde heeft de doorgang een spitsboog, typerend voor de gotische stijl. Aan deze zijde bevond zich op de tweede verdieping ook een 'zwevend deurtje'.

## Restauraties

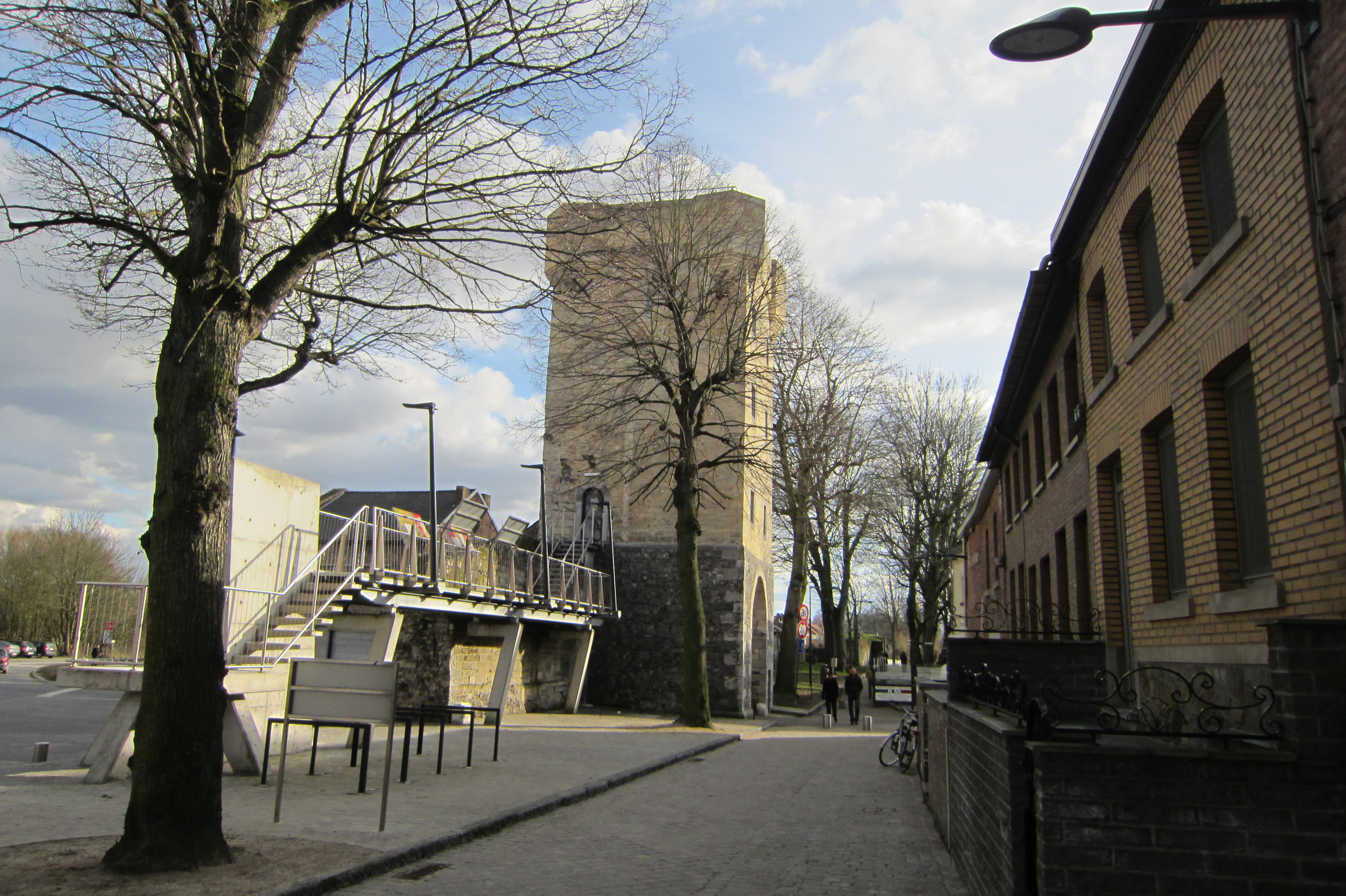
Zicht op de gerestaureerde Moerenpoort met trappenpartij (2013)

Vaak werden er plannen gemaakt om de poort volledig af te breken. Maar in 1892 werd ze, dankzij het Geschied- en Oudheidkundige Genootschap, gerestaureerd. Nadat men de poort in 1958 nog een keer restaureerde bouwde men ze om tot wapenmuseum. 

De laatste grondige restauratie dateert van 2011 waarbij een nieuwe toegang gebouwd werd naar de museumtoren. De verschillende verdiepingen van de toren kregen een eigen invulling. De eerste verdieping licht de poort en haar functie toe. Op de tweede verdieping komt men meer te weten van het leven in de poort en daarbuiten. De derde verdieping werpt een licht op de grote brand van Tongeren in augustus 1677. Ten slotte geeft het platform op de toren een mooi zicht over de stad, het begijnhof en het natuurpark De Kevie.

## De stadspoort als betekenisdrager

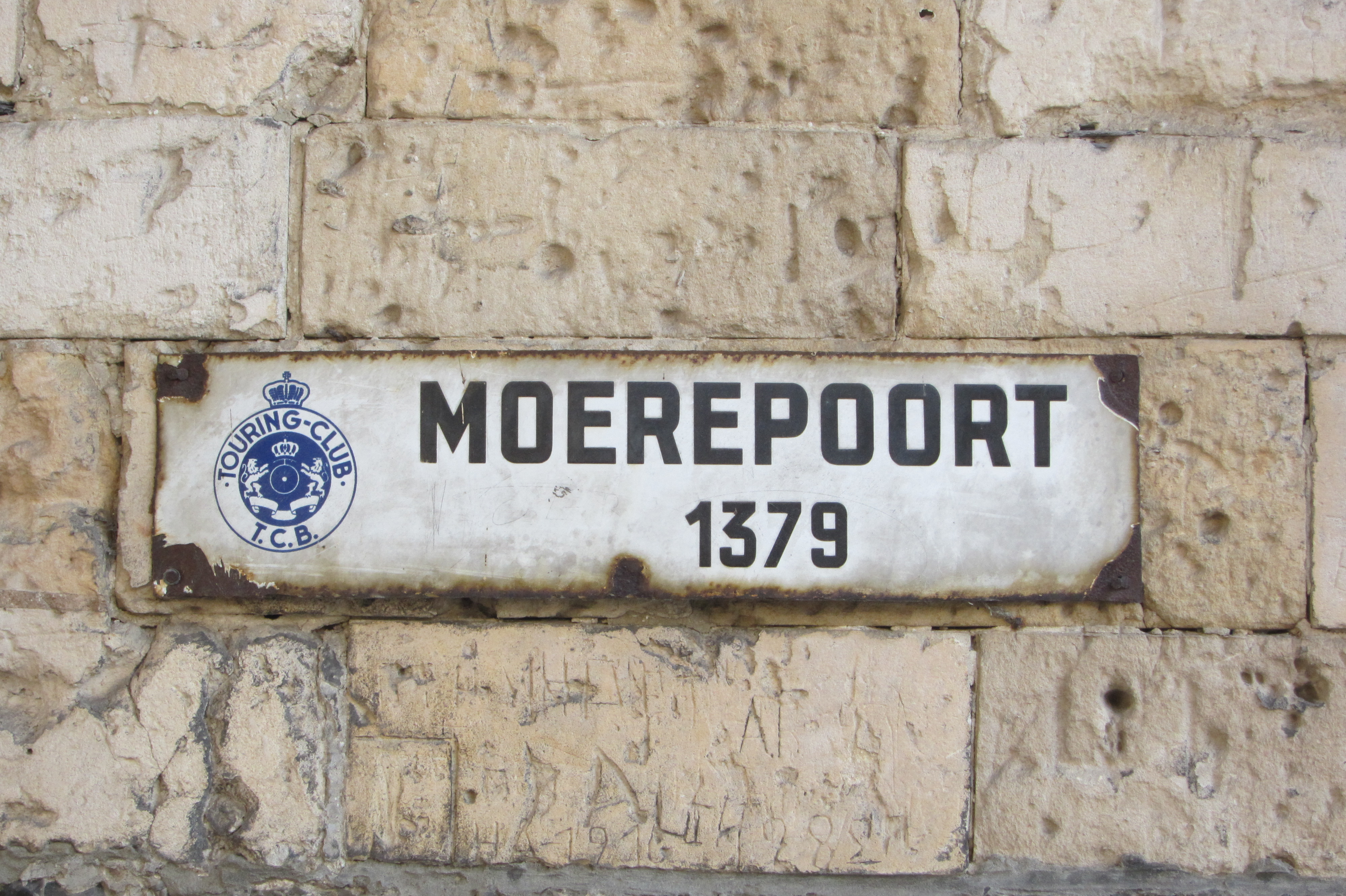
Plaatsaanduiding op de Moerenpoort

De stadspoorten en de kerktorens binnen de stadswallen vormden in de middeleeuwen de meeste markante elementen van het stadsbeeld. Naast de militaire functie straalden de imposante stadspoorten of torens een grote symbolische kracht uit waardoor de macht en de sterkte van de stad vergrootte. De vaak dubbele toren verwijst ook naar de torens aan de westzijde van elke middeleeuwse basiliek of kathedraal.

Nu is de poort een herkenningspunt, een esprit du lieu die de plek een identiteit geeft verwijzend naar een verdwenen gemeenschappelijke bestaanswaarde. Het behoud van dit gebouw kadert in wat men noemt value based conservation of waardevol behoud, duurzaam beheer en zorgzaam omgaan met erfgoed, goed genoeg om over te erven.